# Quercus frainetto
Quercus frainetto — вид рослин з родини Букові (Fagaceae); поширений у Європі й Туреччині.

## Опис
Це велике листопадне дерево до 35 м заввишки. Крона округла. Міцний стовбур до 2 м у діаметрі. Кора борозниста, світло-сіра. Гілочки блідо-коричнево-зелені, злегка запушені. Листки 10–25 × 8–15 см, скупчені на кінчику гілочок; овальні, більш-менш довгасті; верхівки округлої форми (з часто трьома маленькими часточками); глибоко вирізані, з 7–10 часточками з кожного боку; блискучі темно-зелені, трохи шорсткі зверху й сіруваті, запушені знизу; ніжка листка волосиста, 0.2–1.2 см. Чоловічі квітки зібрані в 5–8 см сережки, повислі, золотисто-коричневі. Жолудь 2 см завдовжки; укладений на 1/3–1/2 в чашечку; дозріває через 1 рік.

## Середовище проживання
Поширений у центральній і центрально-південній Європі, а також у Туреччині; також культивується.
Має низьку толерантність до посухи та високих температур і вимагає добре политих ґрунтів. Зростає в листяних лісах.

## Використання
Традиційно використовується на дрова й деревину й випасається худобою.

## Загрози й охорона
Сільськогосподарські практики в півострівній Італії вплинули на розповсюдження цього виду, який колись був безперервним, але зараз фрагментарно через тривалий людський порушення рослинності. Дерева також сприйнятливі до зміни кліматичних умов і чутливі до посухи та морозів. У Греції виду загрожує велика експлуатація деревини й деградації ділянок. Гібридизація з Quercus virgiliana (та потенційно іншими видами дуба) є додатковою загрозою.
В Червоній книзі Угорщини має статус DD через невизначену належність до рідної чи нерідної флори. У Червоній книзі Словаччини має статус VU. Відомий із 77 колекцій ex situ у ботанічних садах по всьому світу.

## Галерея

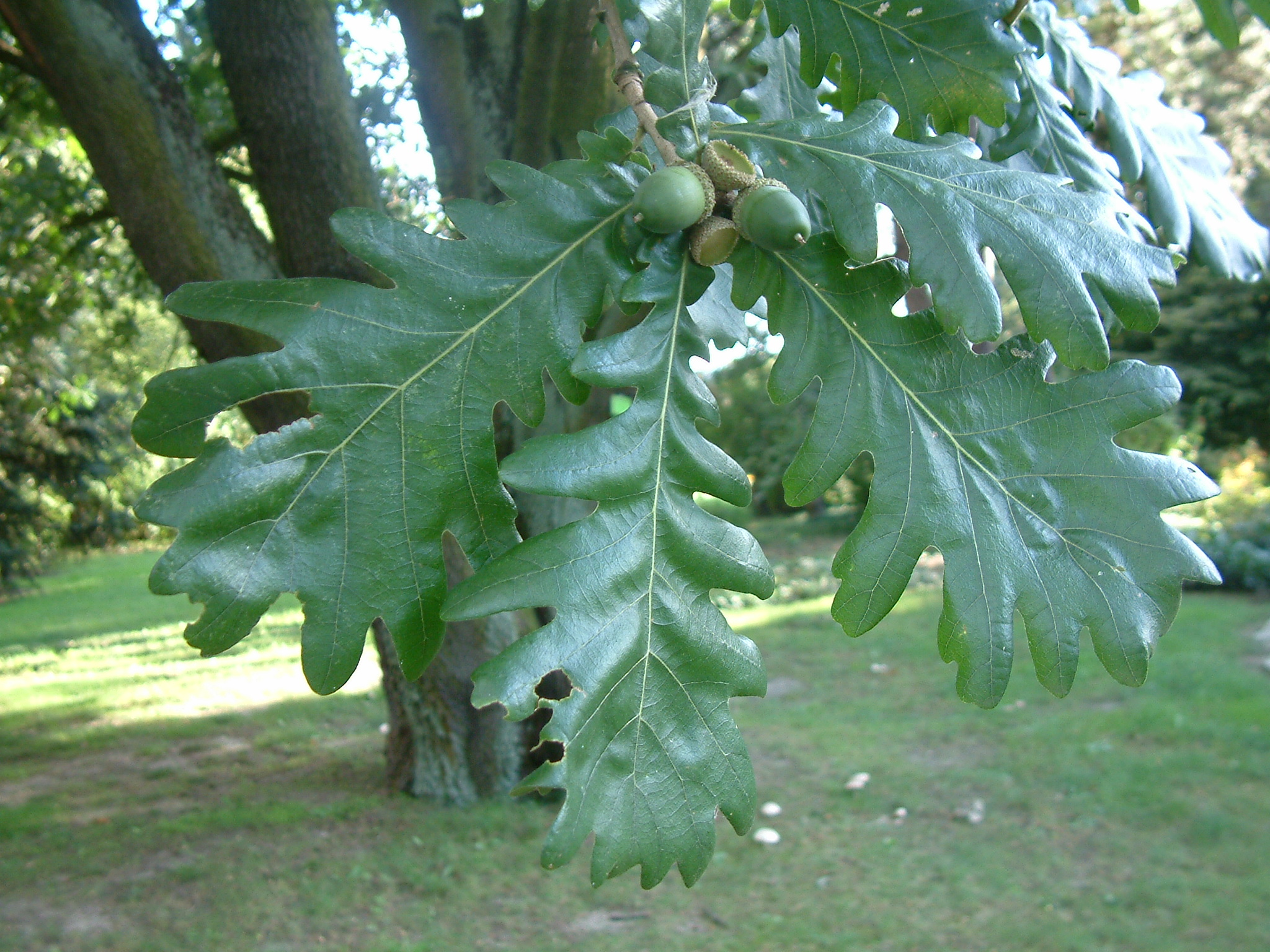
листя й жолуді
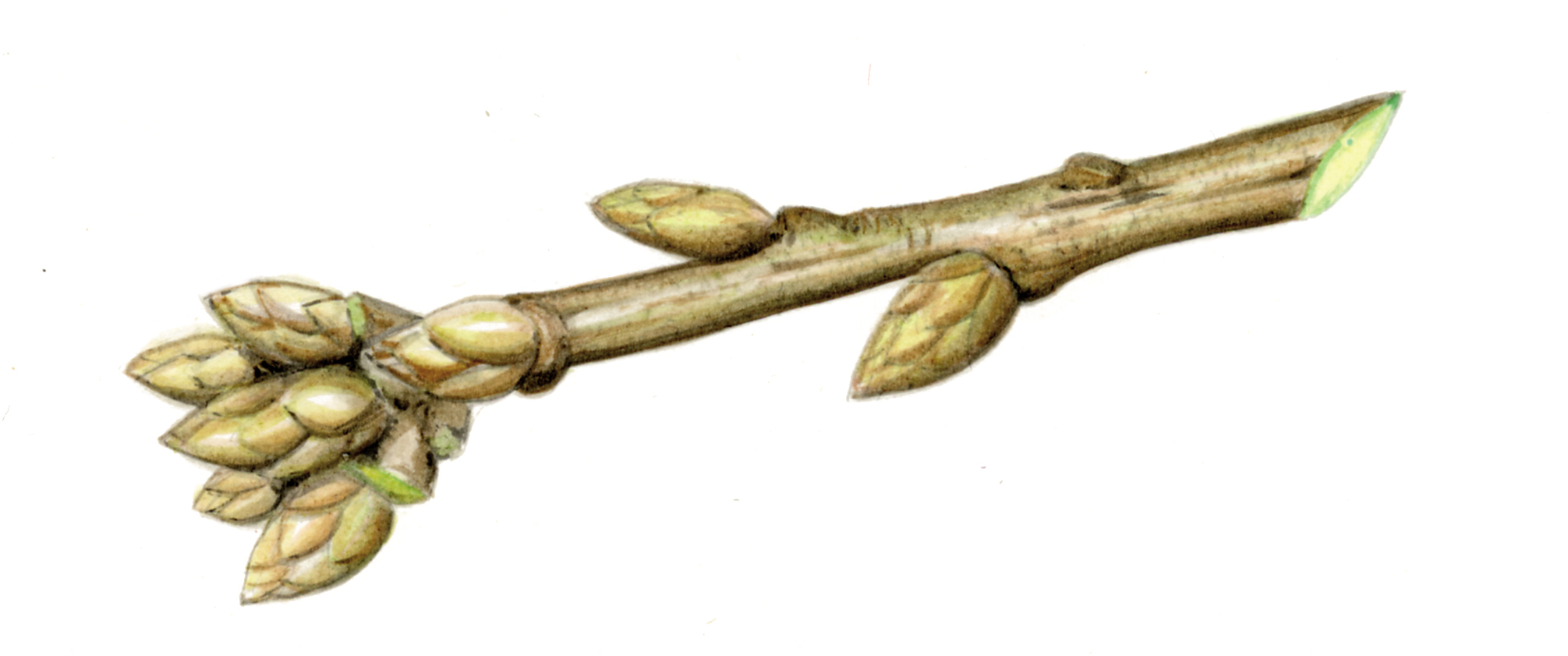
бруньки
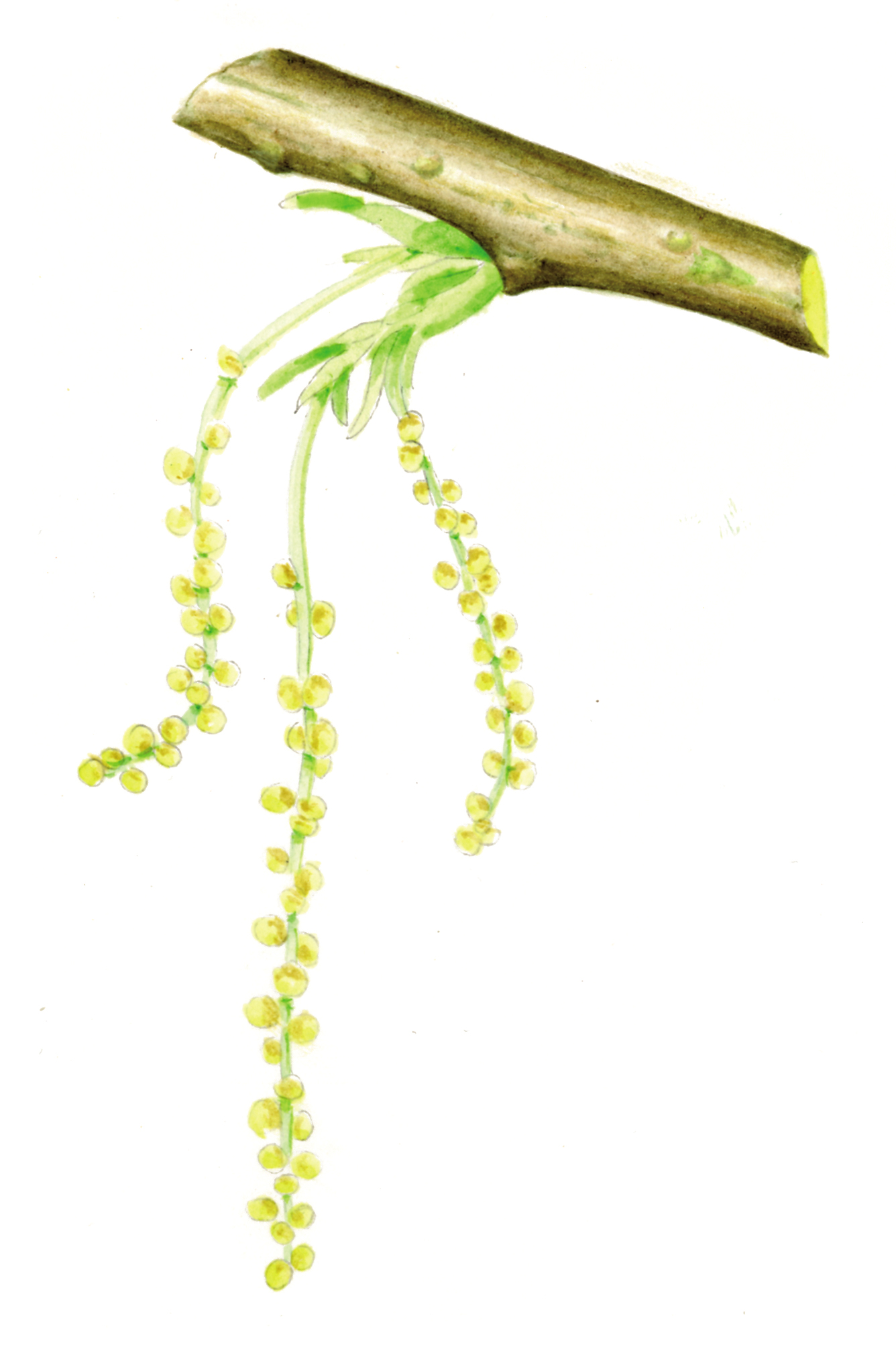
сережки